# Rhea Silvia
Rhea Silvia, sau Reea Silvia, a fost o vestală din mitologia romană, mama lui Romulus și Remus.

## Istoric
Conform legendei, ea a fost fiica lui Numitor, regele cetății Alba Longa din Italia de astazi. Amulius, fratele lui Numitor, unchiul ei,  a uzurpat tronul regelui, omorând pe fiii acestuia și a făcut-o pe fiica lui, Rhea Silvia, o vestală. Ofranda adusă zeiței Vesta a fost ca aceastea să rămână fără copii și, eventual, sa nu fie nicio răzbunare între ei.
Zeul Marte, cu toate acestea, a sedus-o pe Rhea Silvia, iar ea a dat naștere la gemenii Romulus si Remus. La porunca lui Amulius, un servitor, pe nume Tiberinus, trebuia să-i omoare pe cei doi copii, dar acesta i-a abandonat pe malul Tibrului, unde i-a gasit o lupoaica ce i-a crescut impreuna cu puii ei, dar, de asemenea, în același timp, a salvat-o pe  mama lor și s-a căsătorit cu ea.
Potrivit altor surse, vestala a fost legată de o piatră și aruncată în Tibru. Cu toate acestea, zeul Marte a avut milă de ea, a luat-o și i-a dat viața veșnică. Potrivit aceleiași surse, copiii ei au fost aruncați, de asemenea, în Tibru, dar au fost salvați.
Conform unei alte versiuni, Rhea Silvia a fost lăsată la cererea fiicei lui Amulius, Antho, în viață, dar închisă și eliberată abia după moartea regelui.

## Vezi și

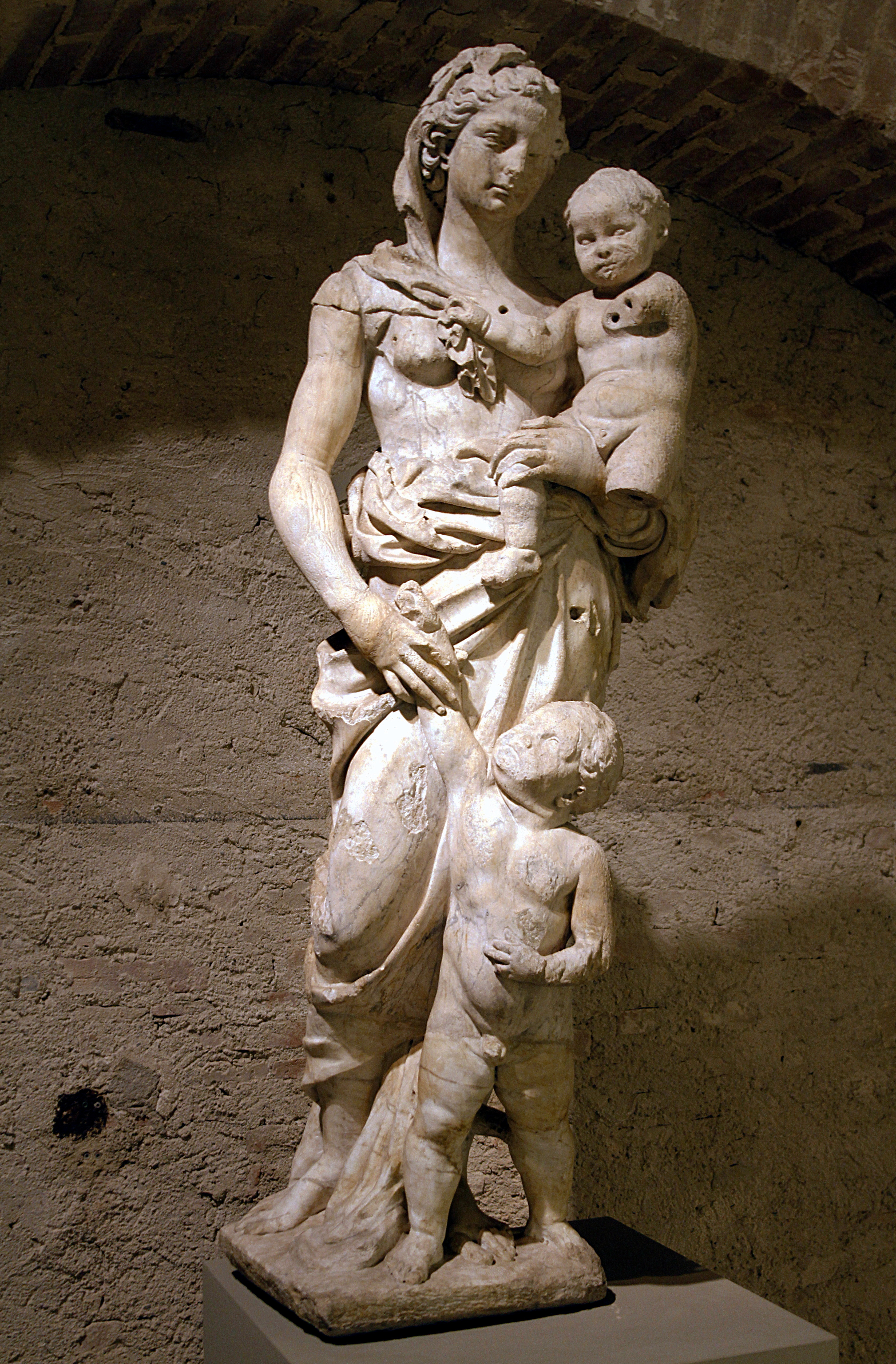
Rhea Silvia de Jacopo della Quercia.